# LECT1
LECT1‏ (Chondromodulin) هوَ بروتين يُشَفر بواسطة جين LECT1 في الإنسان.